# Christyn de Ribaucourt
Christyn de Ribaucourt is een sinds 1816 tot de adel van het Verenigd Koninkrijk der Nederlanden behorend geslacht, thans Belgische adel.

## Geschiedenis
De bewezen stamreeks begint met François Christyn, burger van Brussel en wapenhandelaar, wiens zoon in 1589 werd gedoopt, tevens eerste vermelding van een telg van dit geslacht. In de 17e en 18e eeuw dienden leden als raadsheer in de Raad van Brabant.
In 1687 werd Jan Baptist Christyn (I) baron van Meerbeek, in 1690 een andere telg burggraaf van Tervuren en van Duisburg. In 1693 volgde de persoonlijke titel van ridder, in 1748 graaf van Ribaucourt en in 1793 baron van Laarne.
In 1816 volgde benoeming in de Ridderschap van Zuid-Brabant onder het Verenigd Koninkrijk der Nederlanden met de titel van graaf, overgaand bij eerstgeboorte. In 1871 volgde verlening van de titel van graaf op allen. De titel wordt tussen de naamdelen Christyn en de Ribaucourt gevoerd. De meeste leden voeren alleen de naam de Ribaucourt. 
In 2019 waren er nog 53 mannelijke telgen in leven, de laatste geboren in 2017.

### Wapenbeschrijvingen
- 1671: de sable, au chef d'argent, chargé de deux lozanges d'azur. Couronne fleuronnée d'or au lieu de bourlet. [Cimier: un] lion couronné d'or issant armé et lampassé de gueulles, tenant en la pa[tt]e dextre un[e] espée, et en la sinistre un coeur au naturel. [Supports:] deux griffons, couronnez d'or, armez et lampassez de gueules, tenant chacun une bannière, celle à droit[e] représentant. [Christyn] et celle à gauche van den Hove, portant d'or, à trois pals d'azur, au chef de gueulles, chargé d'une aigle esployé[e] d'argent.
- 1871: de sable, au chef d'argent, chargé de deux losanges d'azur. L'écu timbré de la couronne comtale à treize perles, sommé d'un heaume d'argent, grillé, liseré et couronné d'or, fourré de gueules, aux lambrequins d'argent et de sable. Cimier: un lion naissant d'or, couronné de même, armé et lampassé de gueules, tenant de la patte dextre une épée haute et de la senestre un coeur, le tout au naturel. Supports: deux griffons couronnés d'or, armés et lampassés de gueules. Devise: 'Nil desperandum' de sable, sur argent.

## Enkele telgen
Philippe Christyn graaf de Ribaucourt (1748-1823), benoemd in de Ridderschap
- Prosper Christyn graaf de Ribaucourt (1796-1882), verkreeg in 1871 uitbreiding van de titel graaf op allen, burgemeester van Laarne, senator
  - Dr. Adolphe Christyn graaf de Ribaucourt (1837-1921), burgemeester van Perk, senator, secretaris van de Senaat
    - Adrien Christyn graaf de Ribaucourt (1879-1918)
      - Victor Christyn graaf de Ribaucourt (1907-1981), burgemeester van Serville
        - Xavier Christyn graaf de Ribaucourt (1945), chef de famille sinds 1993, na het overlijden van zijn broer
          - Hervé Christyn graaf de Ribaucourt (1971), vermoedelijke opvolger als chef de famille (in 2019 ongehuwd)

    - Gaston Christyn graaf de Ribaucourt (1882-1961), burgemeester van Perk
      - Daniel Christyn graaf de Ribaucourt (1922-2007), burgemeester van Perk, laatste bewoner uit het geslacht van Kasteel de Ribaucourt
- Jkvr. Ghislaine Christyn de Ribaucourt (1801-1851); trouwde in 1824 met dr. Alphonse baron de Woelmont (1799-1856), burgemeester van Gors-Opleeuw, lid van het Nationaal Congres, lid van de Kamer van Volksvertegenwoordigers

### Adellijke allianties
- De Woelmont (1824), De Thiennes de Lombise (1827), De Hemricourt de Grunne (1849), De Liedekerke (1863),  Zu Leiningen (1870), Du Bois d'Aissche (1873), Von und zu Mentzingen (1891), Della Faille d'Huysse (1885), Obert de Thieusies (1885), Desmaisières (1899 en 1908), De Royer de Dour de Fraula (1890), D'Harcourt (1925, Franse adel), Montens d'Oosterwyck (1928), De Formanoir de la Cazerie (1932), Groverman (1932),  Halloy de Waulsort (1934 en 1952), De Sauvage Vercour (1934),  Gericke d'Herwijnen (1938 en 1940), Van Eyll (1938 en 1963), De Beco (1940), De Marcq de Tiège (1945), De Bethune Hesdigneul (1946), Nève de Mévergnies (1957), D'Hespel (1958, Franse adel), De Launoit (1958), De Liedekerke de Pailhe (1960 en 1964), De Meester de Betzenbroeck (1961 en 1975), D'Oultremont (1961), De Sadeleer (1961), De Villenfagne de Loën (1961), De Wasseige (1961), D'Otreppe de Bouvette (1962), Cornet d'Elzius du Chenoy (1963), De Ghellinck d'Elseghem Vaernewyck (1963 en 1964), De Schaetzen (1963 en 1988),  Gillès de Pelichy (1964), De Brouchoven de Bergeyck (1965, 1970 en 1992), De Geelhand de Merxem (1965), Henry de Frahan (1965), De Theux de Meylandt et Montjardin (1966), T'Kint de Roodenbeke (1968), Le Hardy de Beaulieu (1969), Verhaegen (1969 en 2008), De Jonghe d'Ardoye (1970), Moreau de Bellaing (1973), De Schietere de Lophem (1974),  Everaerts de Velp (1975), Del Marmol (1978), De Walque (1989), De Potter d'Indoye (1991), D'Aspremont Lynden (1992), Bonaert (1997), De Thomaz de Bossierre (1997), Van de Werve de Schilde (1997), De Hennin de Boussu Walcourt (1999),  De Grady de Horion (2000), Holvoet (2000), De Mahieu (2000), Vaxelaire (2000), Van der Straten Waillet (2001), De Westerholt Gysenberg (2004), De Hemptinne (2005), Woronoff (2005), Van Innis (2011), Pouppez de Kettenis de Hollaeken (2012), Fallon (2015), De Granges de Surgères (2015)

### (Voormalige) bezittingen
- Château de la Cazerie, Kasteel van Perk / Kasteel de Ribaucourt / Kasteel van Laarne